# Syndactyla dimidiata
El ticotico del Planalto (Syndactyla dimidiata) también denominado ticotico de manto castaño o ticotico rojo (en Paraguay), es una especie de ave paseriforme de la familia Furnariidae perteneciente al género Syndactyla. Es nativa del centro este de América del Sur.

## Distribución y hábitat
Esta especie se distribuye en el noreste del Paraguay, y el centro-sur del Brasil.
Su hábitat característico es el sotobosque y el estrato medio de bosques semihúmedos y selvas tropicales o semitropicales de tipo en galería en ambiente de Cerrado.

## Descripción
Mide 17 cm de longitud y pesa entre 27 y 32 g. Es todo pardo rufo por arriba, con una larga lista superciliar pardo anaranjada y estría oscura atrás del ojo. Por abajo es pardo anaranjado vivo; la cola es rufo vivo.
Es una especie extremadamente poco conocida. Si bien fue sugerido que esta especie sería uno de los pocos casos en la familia Furnariidae en presentar dicromatismo sexual, en una revisión detallada en donde se analizó la morfometría así como la coloración del plumaje de 33 pieles de estudio, se concluyó que, tanto la variación geográfica como el dicromatismo sexual reportado se originó por una incorrecta interpretación de la natural variación del plumaje de esta especie, lo cual refutó la hipótesis de dicromatismo sexual y de variación subespecífica.

## Estado de conservación
A pesar de calificada como preocupación menor por la Unión Internacional para la Conservación de la Naturaleza (IUCN), se hizo la observación que esta especie está presumiblemente amenazada por la conversión para agricultura de áreas forestadas dentro del planalto brasileño, y se precisaría más información en relación con el tamaño de la población y su tendencia. Un trabajo publicado en 2014 recomendó considerarla una especie vulnerable.

## Comportamiento
Es visto en pareja o solitario, lejos de bandadas mixtas, regularmente inspeccionando epífitas sobre ramas.

### Vocalización
El canto es una serie de notas metálicas enfáticas y ásperas que van acelerando, en general precedidas por notas más suaves.

## Sistemática

### Descripción original
La especie S. dimidiata fue descrita originalmente en el año 1859 por el ornitólogo austríaco August von Pelzeln, bajo el nombre científico de: Anabates dimidiatus. La localidad tipo es: «Sangrador y río Manso, Mato Grosso, Brasil».

### Etimología
El nombre genérico femenino «Syndactyla» deriva del griego «sun»: juntos, y «daktulos»: dedos; significando «con los dedos juntos»; y el nombre de la especie «dimidiata», proviene del latín moderno «dimidiatus»: dividido.

### Taxonomía
Esta especie, antes denominada Philydor dimidiatum, agrupada en el género Philydor, fue transferida al presente género, siguiendo a los estudios de Robbins & Zimmer (2005), y cambiando el nombre científico para Syndactyla dimidiata como aprobado por la Propuesta N° 198 al Comité de Clasificación de Sudamérica (SACC). Este cambio taxonómico fue confirmado posteriormente por los estudios de Derryberry et al. (2011), que encontraron que la presente es hermana de Syndactyla rufosuperciliata.
El taxón Syndactyla mirandae, descrito desde Brasil (Goiás) y subsecuentemente tratado como una subespecie de S. rufosuperciliata, es, de hecho, un sinónimo de la presente especie, presumiblemente de la subespecie baeri. Esta última anteriormente considerada una especie separada.

### Subespecies
Según las clasificación Clements Checklist v.2018, se reconocen dos subespecies, con su correspondiente distribución geográfica:
- Syndactyla dimidiata dimidiata (Pelzeln, 1859) - sur de Mato Grosso, Brasil.
- Syndactyla dimidiata baeri Hellmayr, 1911 - Goiás y Minas Gerais, en el centro de Brasil; así como también en Concepción y Amambay, en el este del Paraguay.

Sin embargo, la clasificaciones del Congreso Ornitológico Internacional (IOC) y Aves del Mundo, con base en un estudio específico publicado en 2014 consideran que se trata de una especie monotípica e incluyen al taxón baeri en la subespecie nominal.